# Juan Germán Roscio
Juan Germán Roscio Nieves (San Francisco de Tiznados, 27 de mayo de 1763-Villa del Rosario, 10 de marzo de 1821) fue un abogado, periodista, escritor y político venezolano. 
Fue redactor de la Gazeta de Caracas y director del Correo del Orinoco, primer canciller, jefe ejecutivo durante la Primera República de Venezuela, inspirador y redactor del Acta de Proclamación de la Independencia (19 de abril de 1810), del Acta de la Independencia (5 de julio de 1811), del Reglamento Electoral para la elección del Primer Congreso; de la Primera Constitución de Venezuela e Hispanoamérica, presidente del Congreso de Angostura de 1819 y vicepresidente de la Gran Colombia.

## Biografía

### Primeros años
Roscio Nieves nació en los llanos  centrales venezolanos, siendo hijo de Giovanni Roscio, oficial retirado nacido en Milán (Italia), y de Paula María Nieves, mestiza nativa de La Victoria. Los primeros años de Juan Germán pasaron en San Francisco de Tiznado en una propiedad agrícola que poseía su padre. Aprendió desde niño el italiano y el latín gracias al padre, demostrando ser un estudiante muy culturado y capacitado. Viajó a Caracas en 1774 para iniciar sus estudios superiores bajo la protección de la hija del Conde de San Javier. Durante este período, cursó estudios de teología, sagrados cánones y derecho civil. En 1794 obtuvo el título de doctor en derecho canónico, y en 1800 el de civil.
Desde 1796 había hecho la petición a la Real Audiencia de Caracas, solicitando su inscripción como abogado en aquel distrito judicial, la que le fue concedida; pero el Colegio de Abogados puso trabas para admitirlo en su seno, alegando que en el expediente de limpieza de sangre presentado por Roscio no figuraba el calificativo de «india» que en otros documentos se le daba a su madre y a su abuela materna. Esta circunstancia dio a Roscio la oportunidad de iniciar un contencioso en el cual presentó brillantes alegatos que pusieron en evidencia su formación jurídico-ideológica y la orientación filosófica de su pensamiento. El proceso duró hasta 1805, año en que Roscio logró su definitiva incorporación al Colegio de Abogados. Gracias a este proceso y otro conocido como «Juicio a Inés María Paéz», Roscio es considerado un precursor de la defensa de los derechos civiles y la lucha contra la discriminación en América.
En cuanto a su vida marital se sabe que se casó con la patriota guayanesa María Dolores Cuevas, con quien tuvo una hija a la que llamaron Carmen Roscio Cuevas, que nació dos años antes de la muerte del prócer guariqueño, el 10 de marzo de 1821, en Cúcuta, Colombia.

### Vida pública
Roscio Nieves fue uno de los más importantes ideólogos de la independencia de Venezuela y principal protagonista de los acontecimientos ocurridos en Caracas el 19 de abril de 1810 al incorporarse como «diputado del Pueblo» al Cabildo que se celebró ese día. Como miembro de la Junta Conservadora de los Derechos de Fernando VII, ocupó la Secretaría de Relaciones Exteriores, de Defensa, Fomento, y secretario de Gobierno de la misma. Durante este tiempo, sostuvo una incansable labor propagandística a favor de la emancipación, la cual desarrolló a través de la prensa, correspondencia epistolar y en sus declaraciones y discursos expresados en el Congreso Constituyente instalado el 2 de marzo de 1811, al cual asistió como diputado de la villa de Calabozo. Además fue el principal redactor del Acta de la Declaración de Independencia de Venezuela, firmada el 5 de julio de 1811. Participó asimismo en la elaboración de la Constitución de Venezuela de 1811, sancionada el 21 de diciembre de 1811.
Su preocupación por la publicación de la Gazeta de Caracas fue notable. A partir de octubre de 1810 intervino de manera decisiva en su edición para lo cual se apoyó en Andrés Bello. Desde ese momento, el periódico adquiere un mayor tinte político. En agosto de 1810 funda, por decreto, la histórica Sociedad Patriótica en la cual participaría luego Francisco de Miranda y daría Simón Bolívar su célebre primer discurso de «Acaso 300 años de calma no bastan».
En marzo de 1812, fue elegido miembro del Poder Ejecutivo Plural —triunvirato— en calidad de suplente. En ejercicio de su papel de miembro del ejecutivo le tocara la misión de imponer a Miranda el título de generalísimo y dictador de Venezuela. Sin embargo, después del triunfo del jefe realista Domingo de Monteverde y la pérdida de la Primera República a mediados del mismo año, Roscio fue remitido preso a España, a las cárceles de Cádiz. Luego fue trasladado a Ceuta con siete compañeros de presidio —referidos por Monteverde como los «ocho ilustres monstruos»—  incluyendo a José Cortés de Madariaga, Juan Pablo Ayala, Juan Paz del Castillo, Francisco Isnardi, José Mires, Manuel Ruiz y Juan Baraona. Roscio huyó a Gibraltar en febrero de 1814 junto a José Cortés de Madariaga, Juan Pablo Ayala y Juan Paz del Castillo. Poco después fueron entregados por el gobernador inglés George Don a las autoridades españolas quienes los enviaron de vuelta a Ceuta. En 1815 fueron liberados gracias a la intermediación del Príncipe Regente y la recuperación del gabinete británico, que desautorizó la conducta del gobernador Don como consecuencia de una brillante carta enviada por Roscio a través de su amigo Thomas Richard, intercedió por la libertad de los cuatro presos ante el rey Fernando VII, quien se vio forzado a concedérsela.
Roscio llegó a Estados Unidos después de estar en la Jamaica británica. Su obra Triunfo de la libertad sobre el despotismo se publicó en Filadelfia en 1817, y en 1818 se encontraba en Angostura apoyando a Simón Bolívar en la reconstitución de la República de Venezuela y en la creación de la Gran Colombia. Durante este lapso se desempeñó como director general de Rentas, presidente del Congreso de Angostura, vicepresidente del Departamento de Venezuela y vicepresidente de la Gran Colombia. Ocupaba este último cargo cuando murió, en vísperas de celebrarse el Congreso de 1821, del cual sería presidente.
Roscio introdujo en Venezuela el papel moneda —propuso que se llamara «bolívar»—; además fue miembro fundador del Correo del Orinoco y su segundo director. Fue también el precursor de la creación de la Biblioteca Nacional. Roscio fue un hombre de entera confianza de Simón Bolívar, quien desde 1819, lo mantuvo como segundo en la conducción de la República. Al momento de su muerte, estaba por asumir la Presidencia del Congreso Fundacional de Colombia.
Murió en Villa del Rosario cuando se desempeñaba como vicepresidente de la Gran Colombia e iba a ejercer como presidente del Congreso Constituyente de 1821, su deceso fue el 10 de marzo de 1821 a las 3 a. m.
El 28 de junio de 2011, la Asamblea Nacional de la República Bolivariana de Venezuela, a solicitud de un numeroso grupo de guariqueños, entre los cuales se cuenta al vicecanciller Reinaldo Bolívar, oriundo de Guárico, el Consejo Legislativo del Estado Guárico, resolvió trasladar los restos mortales de Juan Germán Roscio Nieves desde Cúcuta, Colombia, al Panteón Nacional, en Caracas, Venezuela, el altar más alto de los próceres venezolanos.
En el 2013 se celebraron los 250 años de su nacimiento, en la entrada del Municipio Roscio —San Juan de Los Morros— se coloca una estatua en su honor. La Presidencia de la República Bolivariana de Venezuela crea una comisión para celebrar este aniversario, la cual coordina Reinaldo Bolívar quien realizó una Jornada en la Casa Amarilla, sede de la Cancillería de Venezuela con la asistencia del canciller Elías Jaua. El Consejo Legislativo del Estado Guárico celebra una sesión solemne en el cual el orador es el vicecanciller para África Reinaldo Bolívar. A propuesta de este, el Municipio Juan German Roscio pasó a llamarse Juan German Roscio Nieves a fin de honrar a la madre del prócer, Paula María Nieves. A causa de dificultades en identificar su tumba, el proceso de traslado de sus restos al Panteón de Caracas ha sido retrasado.